# ليلينجتون، وارويكشاير
Lillington هي إحدى ضواحي Leamington Spa في Warwickshire، إنجلترا. نشأت ليلينجتون من قرية كانت موجودة قبل وقت كتاب دوميسداي (1086)، دمجت في حي ليمنكتون في عام 1890. ليمنكتون ليلينكتون هو جناح من مجلس مقاطعة وارويك، ومجلس مدينة رويال ليمنكتون سبا.

## جغرافية
يوجد في ليلينكتون نفسها منطقتان رئيسيتان - المركز الجديد الذي يقع حول كراون واي والذي يحتوي على متاجر ومحلات غسل وكوي الملابس ومكتب بريد. بنيت المنطقة في الغالب كمساكن عامة من عام 1950 فصاعدًا، وتحتوي على ثلاثة أبراج.أطولها إيدن كورت،ليمنكتون سبا Eden Court المكون من خمسة عشر طابقًا، والذي يقف في أعلى نقطة في المقاطعة، ويهيمن على الأفق ويمكن رؤيته من جنوب ليمنكتون سبا وريدفورد سيميل،على بعد أميال خارج ليمنكتون. تحتوي المنطقة الثانية والأقدم على القرية السابقة وفيها كنيسة أبرشية القديسة مريم المجدلية، ومنزل المزرعة، وبعض المنازل المتلاصقة ذات الطراز الفيكتوري، فضلاً عن العقارات التي كانت في الغالب شبه منفصلة بُنيت منذ عام 1930.

### تلال كامبيون
تلال كامبيون هي أعلى منطقة في ليمنجتون، حيث ترتفع إلى ارتفاع 97 مترًا فوق OD. تقع إلى الشمال وفوق متنزه نيوبولد كومين، وهي توفر إطلالة على المدينة بأكملها. يقع هنا برج إرسال ليمنكتون الذي ينقل الإشارات التلفزيونية من محطة الأرسال ساتون كولدفيلد ويبث المحطة الإذاعية التجارية المحلية كوفنتري وواورويكشايرمجانا. تخدم محطة معالجة المياه في Severn Trent منطقة ليمنكتون بأكملها. يدير مجلس مقاطعة وارويك مضمار BMX على التلال.

### بينز بروك
بينز بروك هو مجرى مائي مائل بشكل أساسي يمتد جنوبًا إلى ليمنكتون. داخل ليلينكتون، على جانب وسط مدينة ليمنكتون المجاور لـ مدلاند أوك، توجد منطقة مسيجة من نباتات المروج في منخفض من صنع الإنسان. عادة ما تكون هذه المنطقة المحفورة جافة، ولكنها تملأ من بينز بروك إذا فاضت أثناء الفيضانات المفاجئة، لتقليل مخاطر الفيضانات المحلية على الممتلكات.

### ميدلاند أوك
يشخص ميدلاند أوك عند تقاطع شارع ليلينكتون إفنيو و ليلينكتون رود المركز المفترض لإنجلترا. يُعتقد أن البلوط الأصلي يعود إلى القرن السادس عشر. بعد أن مات، أزيل في عام 1967، مما سمح بتقويم طريق ليلينجتون. زرع الخليفة في الثمانينيات، من بلوط جمع من الأصل.

### بقايا ما قبل التاريخ وأوائلها
في الثلاثينيات من القرن الماضي، عثرعلى بقايا الأفيال ووحيد القرن الصوفي قبل التاريخ في حفر الرمال والحصى في طريق كوبينجتون، بالقرب من موقع كنيسة ليلينجتون الحرة الحالية. عرض بعض هذه البقايا في متحف وارويك ماركت هول. كما عثر على بقايا العصر الحجري هناك. اكتشفت القطع الأثرية والمدافن الرومانية في منطقة هايلاند رود و بريمار رود.

### مزرعة خيول ليلينجتون
كانت ليلينكتون معروفة كمركز لتربية الخيول في مزرعة الخيول التي يملكها سيدني مك غريغور (1889 - 1970). من المحتمل أن يكون حصان ماكجريجور الأكثر شهرة هو الخامس من أبريل، والذي فاز بسباق إبسوم ديربي في عام 1932. تقع مباني المزرعة والمنزل في نهاية طريق إبسوم. بعد عام 1970، طورت المنطقة للإسكان، مع وجود العديد من الطرق الجديدة التي تحمل أسماء مرتبطة بالسباقات.

## تعليم
المدارس المحلية هي حضانة ليلنكتون والمدرسة الابتدائية، مدارس تيلفورد للرضع وتيلفورد جونيور . أقرب مدرسة ثانوية هي مدرسة نورث ليمنجتون.. افتتح مركز البداية المؤكدة للأطفال في أواخر عام 2006، بجوار المركز المجتمعي المبني في الخمسينيات من القرن الماضي، ومكتبة ليلينجتون في شارع ماسون.

## الكنائس
تحتفظ كنيسة أبرشية كنيسة إنجلترا في سانت ماري المجدلية في طريق فيكاريدج ببعض الأعمال السكسونية، ولكن أعيد بناؤها إلى حد كبير بين عامي 1847 و 1884. لا يزال البرج العمودي المتأخر موجودًا أيضًا، مع جرس معاصر حوالي عام 1480. مع اثنين من أجراس القرن السابع عشر وخمسة أخرى يرجع تاريخها إلى عام 1927، شُكِلَت الحلقة الحالية المكونة من ثمانية أجراس. أعاد نيكولسونز من بريدبورت تعليقهم في عام 2007.
كُرِسَت كنيسة سيدتنا الرومانية الكاثوليكية، في طريق الوادي بجوار المكتبة العامة، في عام 1963. تحتوي على زجاج ملون بارز على فن «الزجاج الفرنسي»، صممه دوم تشارلز نوريس من Buckfast Abbey، وصُنع في دير برنكناش.
تقع كنيسة كنيسة ليلينجتون الحرة على الجانب الشمالي من طريق كوبينجتون، بالقرب من The Holt.

## معرض

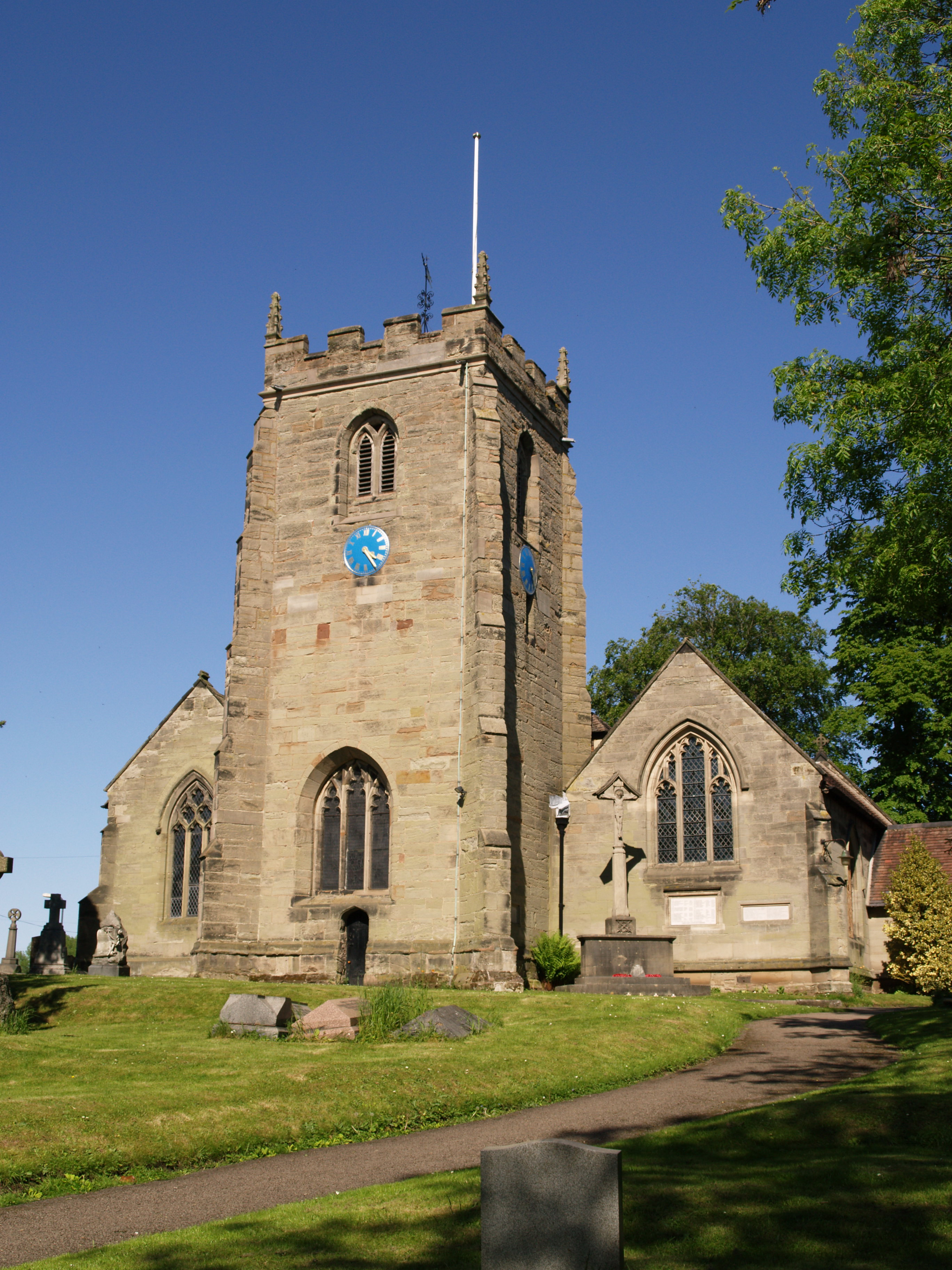
كنيسة أبرشية ليلينجتون
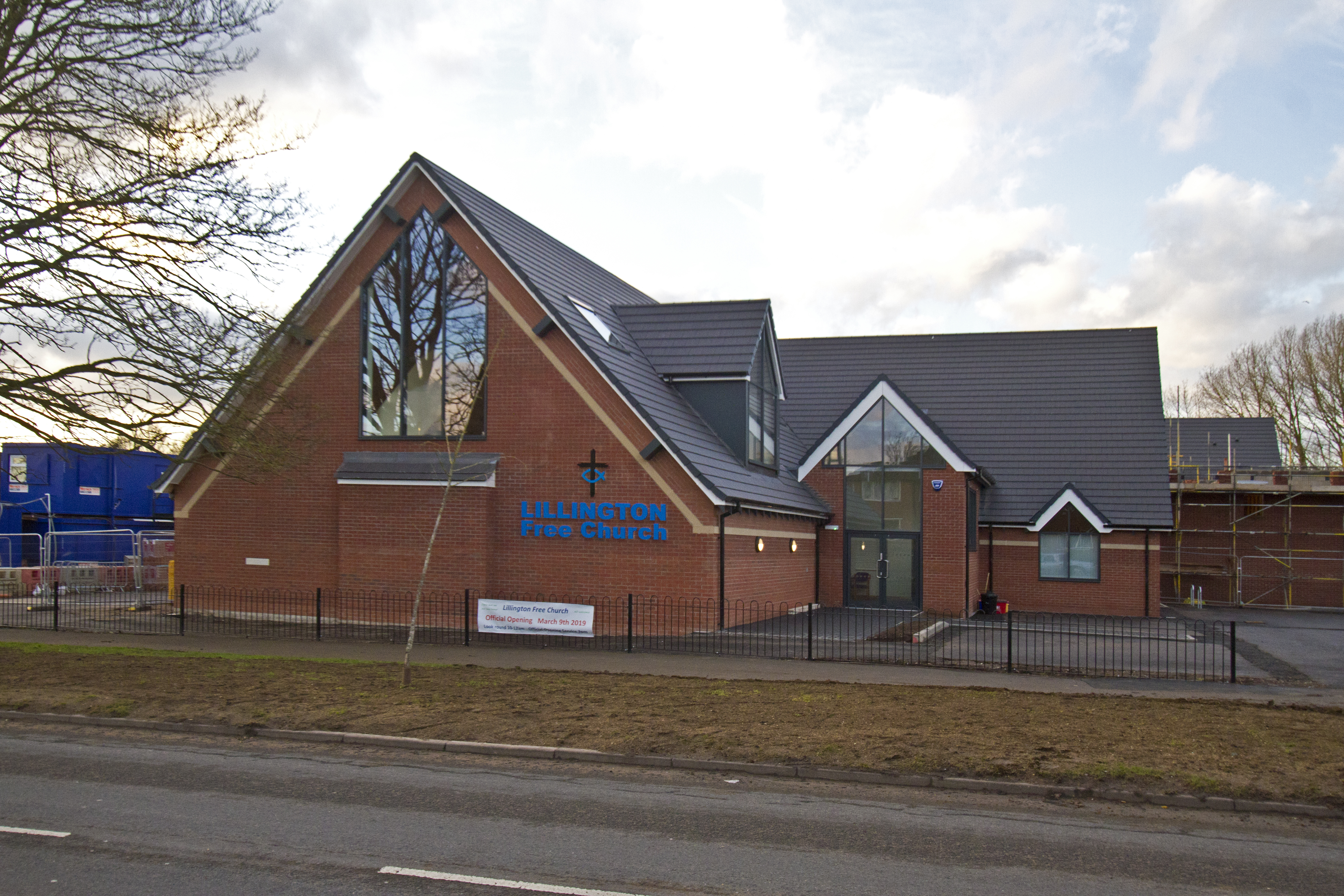
كنيسة ليلينجتون الحرة
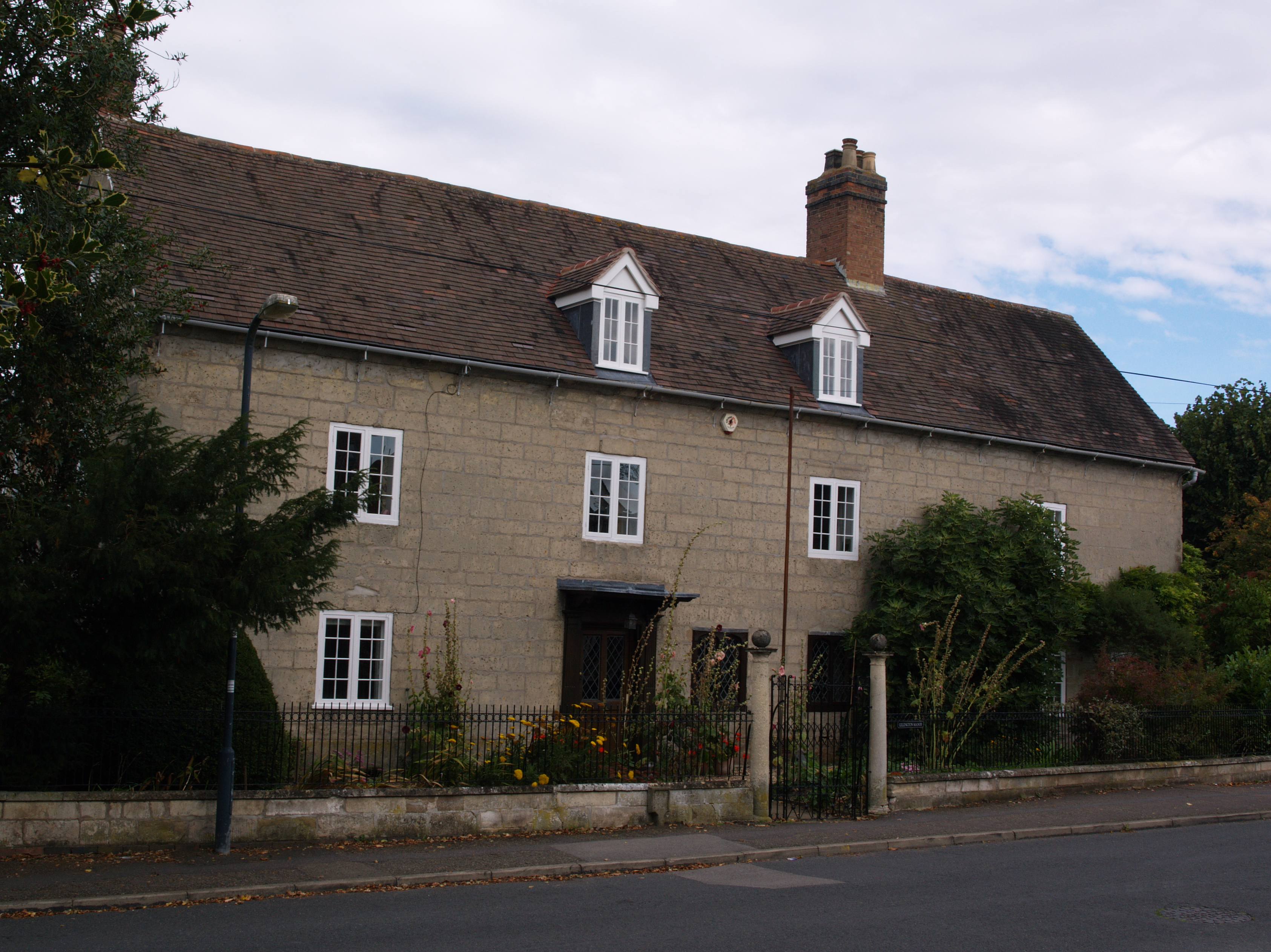
ليلينجتون مانور هاوس، تشرش لين
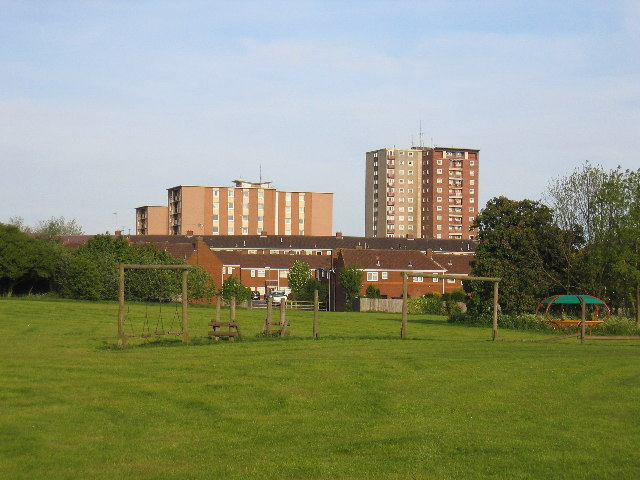
إيدن كورت، ليلينجتون، من ماسون أفينيو بارك
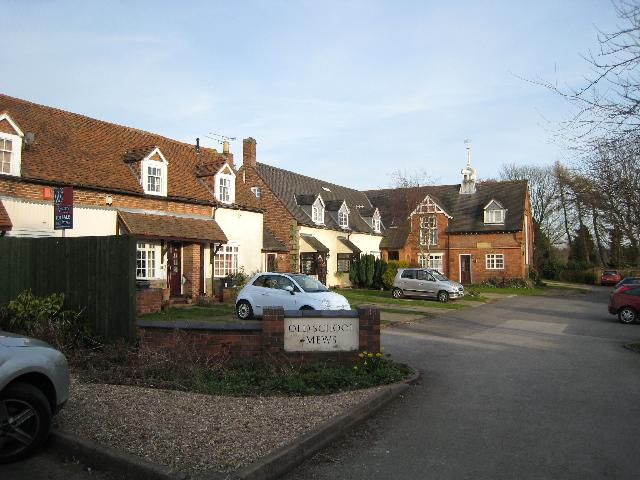
غرفة المدرسة والأبرشية السابقة، طريق كوبينجتون
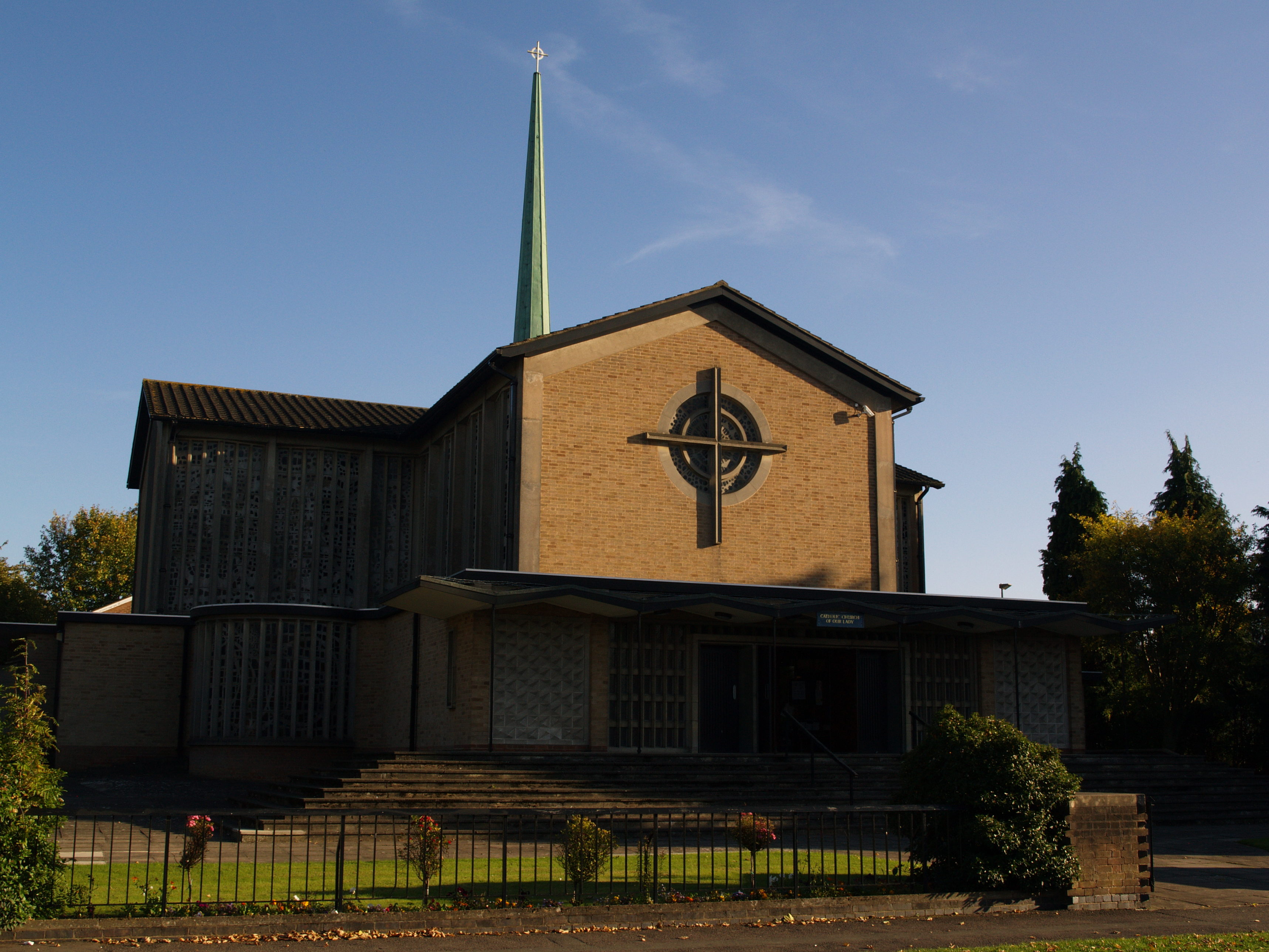
كنيسة للنغتون ر س، طريق الوادي
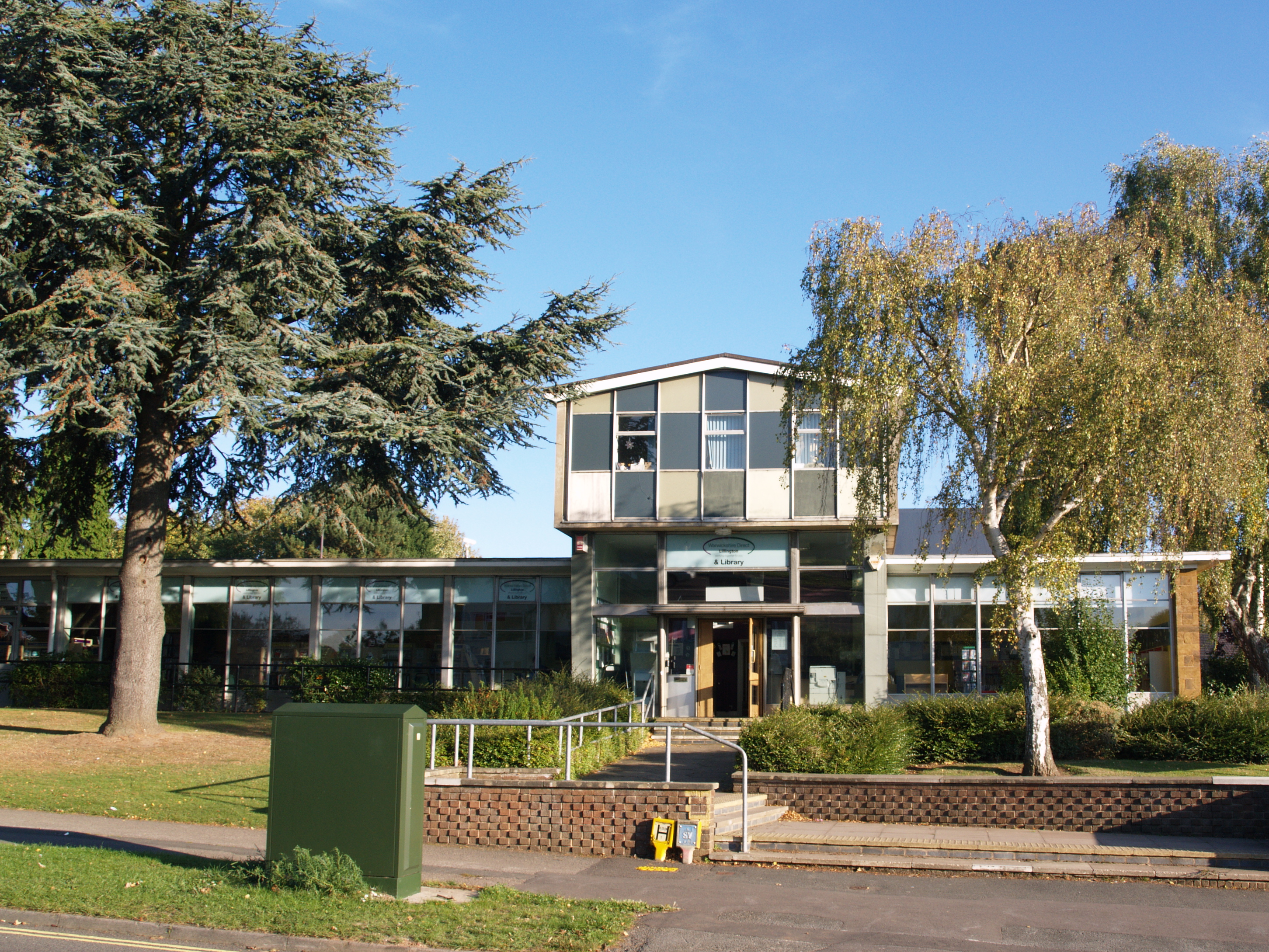
مكتبة مقاطعة ليلينجتون، طريق الوادي
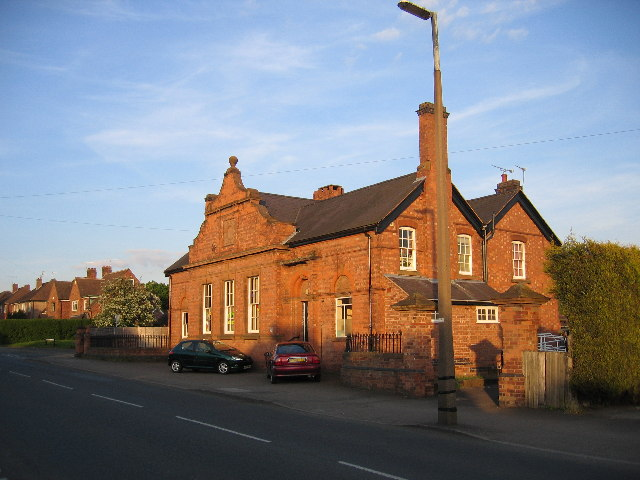
غرفة اجتماعات مجلس الصحة السابقة، زاوية طريق كوبينجتون وباوند لاين
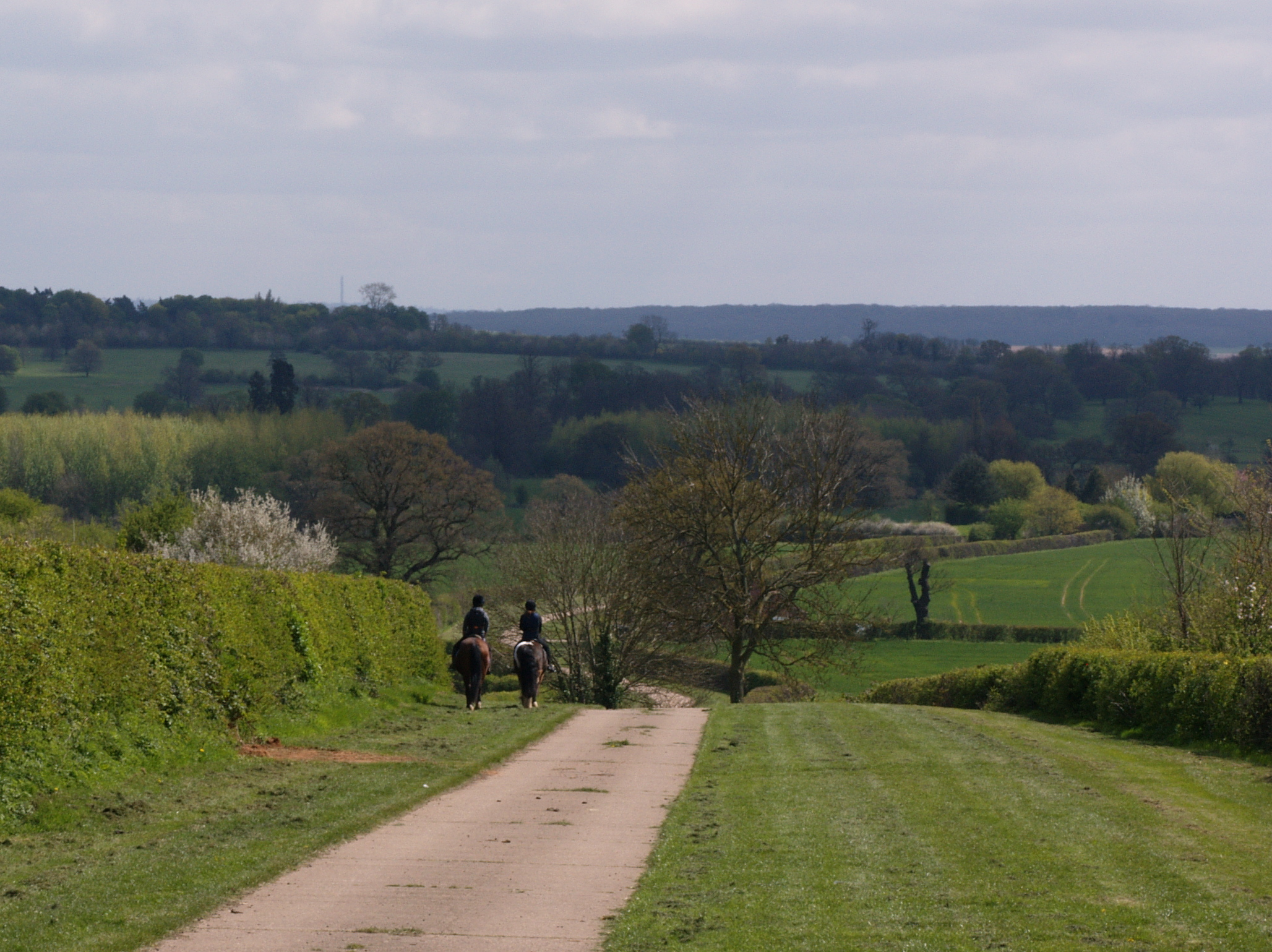
لين إلى ريد هاوس فارم.

## الاماكن المجاورة
كوبينجتون يجاوره ليلينكتون إلى الشمال.

## روابط خارجية
- تاريخ مقاطعة فيكتوريا ، المجلد السادس - ليلينجتون